# Guy Pratt
Guy Pratt (født 3. januar 1962 i London, England) er en britisk bassist, sangskriver og skuespiller. Han er søn af skuespilleren Mike Pratt og bedst kendt for sit samarbejde med Pink Floyd, Roxy Music, Madonna og Michael Jackson. Han blev gift i 1996 med Richard Wrights datter Gala Wright.

## Ekstern henvisning
Officiel hjemmeside
1. ↑  Navnet er anført på bokmål og stammer fra Wikidata hvor navnet endnu ikke findes på dansk.
2. ↑  Navnet er anført på bokmål og stammer fra Wikidata hvor navnet endnu ikke findes på dansk.